# 大阪市立桜宮小学校
大阪市立桜宮小学校（おおさかしりつ さくらのみやしょうがっこう）は、大阪府大阪市都島区東野田町1丁目にある公立小学校。
明治時代初期に創立した相生尋常小学校、野田尋常小学校の2校が合併し、1906年に創立した。

## 沿革
- 1873年2月6日 - 相生尋常小学校が、大坂三郷北大組第一区相生町（現在の都島区片町）に創立。
- 1880年5月13日 - 野田尋常小学校が、東成郡野田村（現在の都島区網島町）に創立。
- 1906年11月1日 - 相生・野田両校が統合。大阪市桜宮尋常高等小学校として開校。
- 1938年9月21日 - 高等科を廃止。大阪市桜宮尋常小学校に改称。
- 1941年4月1日 - 国民学校令により、大阪市桜宮国民学校に改称。
- 1946年4月1日 - 太平洋戦争の戦災により、大阪市南都島国民学校を統合。
- 1947年4月1日 - 学制改革により、大阪市立桜宮小学校に改称。
- 1955年5月1日 - 校歌作成。（作詞・作曲：山中二郎[3]）

## 通学区域
- 大阪市都島区[4]
  - 片町1-2丁目、網島町、東野田町1-5丁目、中野町1丁目（1～7番）・2丁目（1～3番・5～9番・15番・16番）、都島中通3丁目（4番＜1～4号・15～20号＞・5番＜1～5号・47～61号＞）、都島南通2丁目

卒業生は大阪市立桜宮中学校に進学する。

## 出身者
- 秩夫晴世[5] - 元宝塚歌劇団娘役、宝塚歌劇団卒業生

## 交通
- Osaka Metro長堀鶴見緑地線 京橋駅 西へ約100m
- 大阪環状線・京阪本線 京橋駅 西へ約400m
- JR東西線 大阪城北詰駅 北東へ約200m